# Afrixalus dorsimaculatus
Afrixalus dorsimaculatus es una especie de anfibio anuro de la familia Hyperoliidae.

## Distribución geográfica
Esta especie es endémica de Tanzania. Habita en las montañas orientales y occidentales de Usambara y en las montañas Nguu.

## Publicación original
- Ahl, 1930 : Über die afrikanischen Arten der Baumfroschgattung Megalixalus. Sitzungsberichte der Gesellschaft Naturforschender Freunde zu Berlin, vol. 1930, p. 89-102.[6]